# Дион Хрисостом
Дио́н Хрисосто́м (Хризостом) или «Златоуст» (греч. Δίων Χρυσόστομος; ок. 40, Пруса, Римская империя (ныне — Бурса, Турция) — ок. 120) — древнеримский (греческого происхождения) оратор, писатель, философ и историк.

## Биографические сведения
Являлся учеником стоика Музония. Свое второе имя «Хрисостом», что по-гречески означает «Златоуст», он получил уже позднее — в знак признания его ораторских заслуг и высокого авторитета в римском обществе. Дион — уроженец городка Прусы, находившемся у берегов Пропонтиды, в римской провинции Вифинии. Будучи по происхождению малоазийским греком, Дион имел также римское гражданство, унаследованное им от родителей, однако его римского имени мы не знаем. Он происходил из знатной и богатой вифинской семьи, получил хорошее риторическое и философское образование. В юности он охотно читал сочинения Платона и Ксенофонта, которым стремился подражать в собственном творчестве. Глубоко образованный, Дион достаточно рано начал политическую карьеру и публичные выступления.
Вифиния, которую Дион считал своей родиной и за процветание которой положил столько сил – историческая область, древнее государство и римская провинция, существовавшая между проливом Босфор и рекой Сангариус, впадающей в Черное море.
Своим родным городом, где он родился и где жили его близкие и родные, Дион считал городок Пруса, находившийся у берегов Пропонтиды (Мраморного моря). Впоследствии, с 395 по 1326 год этот город принадлежал Византийской империи. В 1402 году внук Тамерлана (Тимура) принц Мухаммад Султан Мирза сжёг его. Однако Бурса (в турецком варианте) восстановилась и оставалась одним из центров Османской империи вплоть до падения Константинополя.
В Риме Дион познакомился с видными представителями стоицизма – популярного в то время философского направления, в частности, с Гельвидием Приском, возглавлявшим группу оппозиционно настроенных к власти философов, которые в соответствии с принципами крайнего стоицизма, и в особенности – кинизма, придерживались антимонархических взглядов. Далее последовал указ Веспасиана о высылке из Рима всех философов, после того как Приск был уличен в заговоре против императора и казнен (71 г.). Ссылка в отдаленные районы империи – обычная в те времена практика, нередко с конфискацией всего имущества. О жизни Диона в изгнании, которое длилось вплоть до смерти императора Домициана в 96 г., известно очень мало.
Во время своего четырнадцатилетнего изгнания философ ведет типичный образ жизни бродячего киника – зарабатывая поденной работой и проповедуя среди таких же бедняков, попадает даже в кораблекрушение, где чудом выживает. В ссылке Дион много путешествовал по разным областям грекоязычного мира, ведя довольно простую и скромную жизнь. Если верить Филострату, ради пропитания оратору приходилось даже заниматься физическим трудом: сажать деревья, копать землю и носить воду. Во многих городах, где доводилось останавливаться мыслителю, он по просьбе жителей принимал активное участие в их гражданских делах.
В своих скитаниях Дион добирается до Скифии (современная территория Румынии, Сербии, Венгрии, Западной Украины). Суровая скитальческая жизнь серьезно повлияла на изменение взглядов Диона. Из софиста он сделался философом-киником. Вызванный из изгнания императором Нервой, вновь начинает карьеру в качестве политика, ритора и философа. Важнейшим источником по античной истории земель уличей и тиверцев является «Борисфенитская речь» Диона (82 г.).
В ссылке Дион совершенно отошел от софистики и обратился к философии, в соответствии с чем жизнь оратора иногда делят на два больших периода – до и после ссылки. В ссылке, под влиянием новых жизненных обстоятельств, Дион, вероятно, во многом пересмотрел свои прежние взгляды, что привело его к увлечению кинической философией с характерным для нее культом личной свободы и резкой критикой власти.
Вероятно, вместе с войском Траяна Дион добрался и до самых отдаленных границ империи, бывших греческих колоний, до области гето-даков (Карпатский хребет), где изучал обычаи и нравы этого народа, описанные затем в его несохранившемся труде «История гетов». В эпоху Античности и Средневековья Карпаты именовались Сарматскими горами, также Угорскими или Венгерскими.
После отмены изгнания, по пути из Рима в Прусу Дион, судя по всему, побывал в Греции, где посетил Афины и Олимпию. В упоминавшейся ранее «Речи о ссылке, сказанной в Афинах» оратор подробно рассказывает о причинах своего изгнания из Италии и Вифинии, о жизни на чужбине и о тех мыслях и чувствах, которые его посещали тогда. Руководствуясь идеалами стоицизма, Дион, по его собственным словам, решил мужественно и безропотно переносить выпавшие на его долю испытания. В то же время он начал выступать с речами на морально-философские темы, ничего не советуя в них от себя, а повторяя главным образом лишь то, чему когда-то учил Сократ.
Вернулся Дион в Рим в правление Нервы. В дальнейшем пользовался расположением императоров Нервы и Траяна как теоретик единовластия.
О позднейшем периоде жизни оратора у нас никаких сведений нет. По всей видимости, до конца своих дней он оставался в Прусе, лишь изредка покидая ее по приглашению других городов, где выступал с речами как знаменитый оратор и философ. Точная дата смерти Диона также неизвестна, но можно предположить, что он дожил до начала правления Адриана (117–138 гг.).
Дион был весьма популярен в течение нескольких веков. Так, неоплатоник V в. Синезий Киренский сочинил для будущего сына трактат «Дион Хрисостом, или О жизни по его образцу», в котором восхваляет Диона как истинного философа, оратора и наставника в достижении высшей истины. Высоко о Дионе отзывался и Филострат.

## Литературная деятельность
Ораторское искусство времен Диона получило название «Вторая софистика» – по аналогии с софистикой, появившейся в Древней Греции в V веке до н. э. В это время греческие софисты являются не просто ораторами и учителями риторики, но составляют интеллектуальную элиту общества, выполняя функцию политических и культурных посредников между римской властью и населением завоеванных территорий. Они выступали с декламациями и речами, читали публичные лекции по риторике, участвовали в государственных и религиозных празднествах, входили в коллегии верховных жрецов, возглавляли посольства городов, были адвокатами на судебных процессах и т. п.
Однако, в эпоху Второй софистики слово «софист» указывало не столько на сферу деятельности, сколько на высокий социально-политический статус, поэтому могло в равной мере применяться как к ораторам, так и к философам.
Излюбленным жанром Диона была диатриба — кинический философский монолог с элементами диалога с воображаемым оппонентом. Речи Диона обычно направлены на восхваление природы и добродетели, понимаемые им в стоическо-киническом духе. Они наполнены биографическими моментами и понятными для среднего слушателя общефилософскими рассуждениями. Всего сохранилось около 80-ти речей, считающихся образцами периода «второй софистики» (эллинское возрождение I—II вв. н. э.). Их основные темы — этические проблемы, социальные и политические вопросы, философские рассуждения.
Особенно строго в жанре диатрибы выдержаны речи времён изгнания. В дальнейшем, после возвращения в Вифинию, и особенно в Рим, резкость смягчается, речи становятся более длинными и изящными. Логика доводов вытесняется эмоциональностью. Все сочинения Диона в виде речей можно условно разделить на три группы: (1) софистические; (2) морально-философские; (3) политические. Тем не менее, по мнению известного отечественного исследователя С.С. Аверинцева, имеется тесная связь между политикой, философией и риторикой в творчестве оратора.
Речи Диона являются важным источником по истории Римской империи I—II века. В так называемой «Борисфенитской речи» содержатся сведения об истории Северного Причерноморья.
Дион выступает против тирании, которая, по его мнению, губит красоту и добродетель. Рассуждения о прекрасном поэте и философе неразрывны с выпадами против древних и новых тиранов. Диону важен идеал свободного гражданина, слова которого не расходятся с мыслями, который просвещает граждан, не ожидая вознаграждения. Аргументированно выступая против рабства, Дион определяет свободу как познание того, что допустимо, а рабство, соответственно, как незнание этого. Многие речи Диона напоминают, как сказали бы сейчас, практики медиатора или дипломата, который держит речь на суде, дабы примирить ведущих тяжбу или даже воющие стороны.
Любопытный факт. Дион считал, что в Троянской войне победили троянцы. Судя по всему, речь об этом была произнесена перед жителями небольшого поселения недалеко от Геллеспонта, возникшего в эллинистическое время на том самом месте, где когда-то находилась гомеровская Троя. В ней оратор подвергает решительной критике изложенную Гомером историю Троянской войны, шаг за шагом вскрывая имеющиеся в «Илиаде» очевидные противоречия и несообразности. Древний Илион (Троя) стоял на берегу мелкой лагуны и контролировал переправу между Европой и Азией в одном из самых удобных для этого мест, а также вход в Мраморное и Чёрное моря. Когда лагуну занесло илом, эта роль перешла к расположенному севернее городу Византий (он же Константинополь).

## Мировоззрение
Дион, считающийся выдающимся представителем второй софистической школы, по своим философским воззрениям близок как к стоикам, так и к киникам. Поэтому Дион классифицируется то как «кинизирующий стоик» (А. Ф. Лосев), то как «стоицизирующий киник» (И. М. Нахов).
В речах Диона представление об истинной красоте связано с моральным совершенством. Интересно, что, как и у Платона, красота воплощается в юношеском облике. Сторонник единовластия, Дион выступает против тирании, которая, по его мнению, губит красоту и добродетель. Рассуждения о прекрасном поэте и философе неразрывны с выпадами против древних и новых тиранов. Диону важен идеал свободного гражданина, слова которого не расходятся с мыслями, который просвещает граждан, не ожидая вознаграждения.
Аргументированно выступая против рабства, Дион определяет свободу как познание того, что допустимо, а рабство, соответственно, как незнание этого.
Дион считал, что в Троянской войне победили троянцы. Эта версия существует и у некоторых современных ученых. Например, A. Беляков и О. Матвейчев в своей книге рассматривают различные точки зрения, ссылаясь на ряд современных данных.
Если в более ранних речах мысль о возрождении и сохранении национального самосознания эллинов звучит еще очень слабо и интегрирована в общие рассуждения морально-дидактического характера, то в политических речах, написанных после ссылки, особенно в «Вифинских» речах, – Дион постоянно напоминает своим слушателям об их славном прошлом, широко используя при этом героические образы и яркие эпизоды из греческой мифологии и истории. Однако, рассуждая о культурном превосходстве греков, оратор никогда не декларировал их политической независимости от римлян; напротив, залог благополучной и счастливой жизни своих соотечественников он видит в союзе с сильной и разумной римской властью, способной повсюду поддерживать мир и порядок. И наоборот, благополучие и успех Рима, по мнению оратора, неизменно зиждутся на греческой мудрости и культуре.
Соперничество между греческими городами за титулы, права и привилегии, которые они получали от римских властей, было обычным явлением того времени. Характерно, что государственная система управления этому не только не препятствовала, но и всячески способствовала, используя тщеславие греков как инструмент в своей политике – разделяй и властвуй (лат. divide et impera)! Дион убеждает людей в том, что споры не ведут ни к чему хорошему, приводя в пример печально известное соперничество между Афинами и Спартой, и замечает, что только власть римлян положила конец подобным вещам. Таким образом, главный пафос его речей состоит, скорее, в призыве к полезному для государства симбиозу эллинской культуры и римской власти. Подобно многим своим современникам, Дион хорошо сознавал преимущества мирной жизни греков под эгидой римлян.
Таким образом, в Прусе Диону выпала трудная и неблагодарная роль посредника между органами городского самоуправления и представителями римской власти. С одной стороны, ему приходилось упорно отстаивать разумные инициативы магистратов перед проконсулом, а с другой – бороться с недальновидными их решениями, пытаясь смягчить народный гнев и не допустить бунта против римской власти. Политические конкуренты Диона, зная о его близости к римской власти, постоянно публично обвиняли оратора в одобрении действий «тиранов». Причиной недовольства народа являлись также обычные для того времени социально-политические противоречия между богатым и бедным населением. Поскольку право избираться в тот или иной орган власти напрямую зависело от сословного происхождения и имущественного ценза, то в совет, определявший всю внутреннюю политику города и контролировавший деятельность магистратов, входили в основном богатые и знатные граждане. Едва начав активную общественную деятельность в Прусе, оратор столкнулся с завистью и враждой со стороны своих политических конкурентов. Поэтому Вифинские речи являются для нас важным источником сведений об общественной жизни малоазийских городов эпохи Траяна. Несмотря на критику, Дион продолжал свою неустанную деятельность по благоустройству города, которое было немыслимо без строительства новых общественных зданий. В эту эпоху социально-политический статус города, а также его престиж в глазах приезжих и иностранцев зависели, в том числе, и от пышности и красоты застройки – амфитеатров, портиков, храмов, библиотек и т. п., свидетельствовавших о богатстве и процветании.

## Наследие
Начало изучению творческого наследия Диона Хрисостома в Европе было положено в XV веке. В 1427 году итальянский гуманист Франческо Филэльфо привез из Константинополя в Венецию большое количество греческих рукописей, среди которых были и списки речей оратора. Одну из них, «Троянскую речь», Филэльфо перевел на латинский язык и преподнес в дар Леонардо Бруни, итальянскому гуманисту и ученому, также переводившему греческих авторов (Аристотеля, Демосфена, Плутарха и др.); впоследствии он занимал пост государственного секретаря Флорентийской республики. Более чем полвека спустя, в 1492 году, этот перевод был издан в Кремоне. Однако первое издание Диона на латинском языке вышло за два десятилетия до того в Риме, вскоре после распространения книгопечатания в Италии (в 1471 г.). Его осуществил Франческо Пикколомини (впоследствии – Папа Пий III), опубликовавший четыре речи Диона «О царской власти» в латинском переводе Грегорио Тифернате (Тифернаса), преподававшего древнегреческий язык в Парижском университете.
Переводы на латинский язык предварялись рассуждениями о положении дел в Италии, которая в то время переживала острый политический кризис, ведя войну с Францией за свою независимость (1494–1498 гг.). Таким образом, поначалу творчество Диона интересовало гуманистов лишь в связи с общеполитической обстановкой в Италии во второй половине XV века.
Научный интерес к наследию оратора возникает в Европе лишь в середине XVI столетия. Поводом для этого, как и в XV веке, вновь послужила неспокойная политическая ситуация в Италии, вызванная, с одной стороны, ослаблением Венеции под влиянием османов, а с другой – укреплением положения Франции после окончания религиозных войн.
Интерес филологов и издателей к Гомеру и его поэмам способствовал неутихающему интересу и к «Троянской речи» Диона. Ее использовали для подтверждения мнения о том, что поэмы Гомера не могут служить достоверным источником по раннегреческой и мировой истории. В дальнейшем эта речь Диона не раз привлекалась немецкими филологами-классиками в ходе обсуждения так называемого «гомеровского вопроса».
В последующие века появляется большое количество исследований, способствовавших более детальному изучению личности самого оратора – его биографии, философских взглядов, религиозных представлений, литературно-эстетических принципов и позднейшей рецепции его творчества, а также уточнению отдельных аспектов социально-политической и культурной жизни греков под властью римлян.
Отражая типичную картину римской жизни, хорошо знакомую нам по свидетельствам Светония, Тацита, Плиния Младшего и др., Вифинские речи, однако, показывают читателю эти реалии глазами грека – пусть просвещенного и лояльного к существующему строю и миропорядку, но все же истинного грека, с характерным образом мыслей и поведением. Уроженец небольшого города Прусы на востоке империи, Дион, несмотря на свой успех и признание в Риме, высокий общественный почет и громкую ораторскую славу, до конца жизни оставался истинным патриотом своей малой родины.

### Тексты и переводы
В серии «Loeb classical library» сочинения Диона изданы в 5 томах (№ 257, 339, 358, 376, 385):
- Полный английский перевод сочинений Диона (из этого издания) Архивная копия от 27 мая 2020 на Wayback Machine
- Vol. III. Discourses XXXI—XXXVI
- Vol. IV. Discourses XXXVII-LX
- Vol. V. Discourses LXI-LXXX. Fragments. Letters. Testimonia.

Русские переводы:
- VI. Диоген, или О тирании. / Пер. И. М. Нахова. // Антология кинизма. М., 1984. М., 1996. С. 270—279.
- VII. Эвбейская речь или Охотник. / Пер. М. Е. Грабарь-Пассек. // Поздняя греческая проза. / Сост. С. Поляковой. М.: ГИХЛ. 1961. С. 63-86.
- VIII. Диоген или О доблести. / Пер. М. Е. Грабарь-Пассек. // Поздняя греческая проза. / Сост. С. Поляковой. М.: ГИХЛ. 1961. С. 86-92; Антология кинизма. М., 1984. М., 1996. С. 279—285.
- IX. О состязаниях (Истмийская речь). / Пер. М. Е. Грабарь-Пассек. // Памятники позднего античного ораторского и эпистолярного искусства. / Отв. ред. М. Е. Грабарь-Пассек. М.: Наука. 1964. С. 15-18; Антология кинизма. М., 1984. М., 1996. С. 285—289.
- X. Диоген, или О слугах. / Частичный пер. М. Е. Грабарь-Пассек. // Памятники позднего античного ораторского и эпистолярного искусства. / Отв. ред. М. Е. Грабарь-Пассек. М.: Наука. 1964. С. 18-22.
- X. Диоген, или О слугах. / Пер. М. Е. Грабарь-Пассек и И. М. Нахова. // Антология кинизма. М., 1984. М., 1996. С. 289—296.
- [XI]. Троянская речь в защиту того, что Илион взят не был. / Пер. Н. Брагинской. // Ораторы Греции. М.: Худож. лит., 1985. С. 304—336.
- XII. Олимпийская речь. / Пер. М. Е. Грабарь-Пассек. // Памятники позднего античного ораторского и эпистолярного искусства. / Отв. ред. М. Е. Грабарь-Пассек. М.: Наука. 1964. С. 22-32.
- [XII.] Олимпийская речь, или Об изначальном сознавании божества. / Пер. Н. Брагинской и М. Грабарь-Пассек. // Ораторы Греции. М.: Худож. лит. 1985. С. 283—303.
- XVIII. Об упражнении в искусстве речи. / Пер. М. Е. Грабарь-Пассек. // Памятники позднего античного ораторского и эпистолярного искусства. / Отв. ред. М. Е. Грабарь-Пассек. М.: Наука. 1964. С. 10-15.
- XXI. О красоте. / Пер. О. Смыки. // Античность в контексте современности. М., Изд-во МГУ, 1990. С. 174—179.
- Муравьев-Апостол И. М. Ольвия. Отрывок из путешествия в Тавриду в 1820 году; с приобщением перевода отрывка из Вористенской речи [XXXVI] Диона Хрисостома. СПб., 1821. 48 стр.
- XXXVI. Борисфенитская речь, произнесенная Дионом на его родине. / Пер. М. Е. Грабарь-Пассек. // Поздняя греческая проза. / Сост. С. Поляковой. М.: ГИХЛ. 1961. С. 92-100.
- LI. К Диодору. / Пер. О. Смыки. // Античность в контексте современности. М., Изд-во МГУ, 1990. С. 179—182.
- LIII. О Гомере. / Пер. О. Смыки. // Античность в контексте современности. М., Изд-во МГУ, 1990. С. 182—185.
- LV. О Гомере и Сократе. / Пер. О. Смыки. // Античность в контексте современности. М., Изд-во МГУ, 1990. С. 185—191.
- Отрывки о Скифии и Кавказе. // Вестник древней истории. 1948. № 1. С. 228—234.
- Отрывки об Индии. // Древний Восток в античной и раннехристианской традиции (Индия, Китай, Юго-Восточная Азия). / Пер. и примеч. Г. А. Тароняна. М.: Ладомир. 2007. С. 153—155.
- Кинические речи. Перевод Т. Г. Сидаша. СПб.: Квадривиум, 2012. — 260 с. ISBN 9-785-90598-610-9.
- Меланком (надгробная речь). Перевод С. И. Межерицкой. Москва: Ладомир (Литературные памятники), 2017. С 56-6

### Исследования
- Arnim Н. von / Leben und Werke des Dio von Prusa / Bd 1-2, В., 1896-98.
- Сонни А. И. К характеристике Диона Хрисостома / «Филологическое обозрение», 1898, т. 14, кн. 1.
- Вальденберг В. Е. Политические идеи Диона Хрисостома. // Известия АН СССР. 1926. № 10-17. 1927. № 3-4.
- Нахов И. М. Кинизм Диона Хризостома. // Вопросы классической филологии. VI. М., 1976. С. 46-104.
- Лосев А. Ф. Эллинистически-римская эстетика I—II вв. н. э. М.: Издательство МГУ. 1979. С. 179—190.